# روزاليند شاند
روزاليند شاند (بالإنجليزية: Rosalind Shand) سيدة مجتمع بريطانية (11 أغسطس 1921- 14 يوليو 1994) هي والدة كاميلا الملكة القرينة زوجة  الملك تشارلز .